# Angewandte Chemie
 Angewandte Chemie (nombre abreviado: Angew. Chem. En español: Química aplicada) es una revista científica, de edición semanal, revisada por pares, que cubre todos los aspectos de la química. Su factor de impacto 2020 es de 12.959, lo que la coloca como una de las revistas más importantes en el área de la química general. Es una revista de la Sociedad Química Alemana y es publicada por Wiley-VCH. En 2020, tras publicar el controvertido ensayo "Organic synthesis-where now?’ Is thirty years old. A reflection on the current state of affairs"  (Síntesis orgánica: ¿dónde estamos ahora?" Tiene treinta años. Una reflexión sobre el estado actual de las cosas) redactado por Tomas Hudlicky, profesor de la Brock University de Ontario, la revista sufrió una reestructuración cesando a su entonces editor en jefe y poniéndola a cargo de un consejo directivo (Kuratorium) encabezado por Annette G. Beck-Sickinger como Editora en jefe.
Además de investigaciones originales en forma de comunicaciones breves, la revista contiene diversos tipos de revisiones (revisiones, minireviews, ensayos, resúmenes), y otras secciones de revista (noticias, obituarios, reseñas de libros, informes de conferencias). Coloquialmente, la revista se llama simplemente "Angewandte". "Angewandte Chemie" publica en alemán la sección de "química aplicada", aunque esta traducción no describe con precisión el ámbito de la revista.

## Ediciones
La revista aparece en dos ediciones con volúmenes y numeración de páginas separados: 
- La edición alemana Angewandte Chemie (impresa ISSN 0044-8249, en línea ISSN 1521-3757), con las secciones de revista, artículos de revisión, así como investigación original en alemán, y
- La edición internacional totalmente en idioma inglés, Angewandte Chemie International Edition (impresaISSN 1433-7851, en línea ISSN 1521-3773). Las ediciones son idénticas en su contenido con comentarios ocasionales de libros en alemán o traducciones al alemán de las recomendaciones de la IUPAC. Solo una edición está en las bases de datos de resúmenes e índices de abstracts tales como PubMed, Web of Science, o Chemical Abstracts Service, que suele ser la edición internacional.

## Modelo empresarial
Angewandte Chemieestá disponible por suscripción en línea y en versión impresa. Se trata de un revista híbrida de acceso libre y los autores pueden optar por pagar una cuota para hacer que los artículos estén disponibles de forma gratuita. Angewandte Chemie ofrece acceso abierto a la información de apoyo. La revista goza de un índice de impacto muy alto en parte porque, a diferencia de otras revistas de química, publica tanto revisiones como artículos que describen investigación original. Normalmente, las revisiones atraen un gran número de citas, mientras que los artículos originales atraen menos.

## Historia de la publicación
En 1887, Ferdinand Fischer fundó la revista Zeitschrift für die Chemische Industrie (Diario de la Industria Química). En 1888, el título fue cambiado a Zeitschrift für Angewandte Chemie(Diario de Química Aplicada), y la numeración de volúmenes comenzó de nuevo. Este título se mantuvo hasta finales de 1941 cuando se cambió a Die Chemie. Hasta 1920, la revista fue publicada por Springer Verlag y por Verlag Chemie a partir de 1921. Debido a la Segunda Guerra Mundial, la revista no se publicó desde abril de 1945 hasta diciembre de 1946. En 1947, se reanudó la publicación bajo el título actual, Angewandte Chemie.
En 1962, se lanzó la edición en idioma inglés con el título Angewandte Chemie International Edition in English (ISSN 0570-0833, CODEN ACIEAY, título abreviado como Angew. Chem. Int. Ed. Engl.), que tiene una numeración de volúmenes específica. Con el inicio del vol. 37 (1998) las palabras "in English" se retiraron del nombre de la revista.
Diversas revistas se han fusionado en Angewandte, incluyendoChemische Technik/Chemische Apparatur en 1947 y Zeitschrift für Chemie en 1990.

## Crítica
Aunque se ha sugerido que el factor de impacto de Angewandte es tan alto como es en comparación con otras revistas de química porque la revista contiene revisiones, los editores aducen que este efecto es demasiado pequeño para explicar la diferencia, o afectar a la clasificación de la revista en su grupo de iguales.

## Los diez artículos más citados
Los diez artículos más citados en Angewandte Chemie son los siguientes:
1. Kraft A, Grimsdale AC, Holmes AB (2 de marzo de 1998). «Electroluminescent Conjugated Polymers - Seeing Polymers in a New Light». Angewandte Chemie International Edition 37 (4): 402-428. ISSN 1433-7851. doi:10.1002/(SICI)1521-3773(19980302)37:4<402::AID-ANIE402>3.0.CO;2-9. Archivado desde el original el 21 de octubre de 2012. Consultado el 8 de septiembre de 2011. Veces citadas: 1308
2. Pedersen CJ; Frensdor HK (1972). «Macrocyclic Polyethers and Their Complexes». Angewandte Chemie International Edition 11 (1): 16-25. ISSN 1433-7851. PMID 4622977. doi:10.1002/anie.197200161. Veces citadas: 1021
3. Cheetham AK, Férey G, Loiseau T. (15 de noviembre de 1999). «Open-Framework Inorganic Materials». Angewandte Chemie International Edition 38 (22): 3268-3292. ISSN 1433-7851. PMID 10602176. doi:10.1002/(SICI)1521-3773(19991115)38:22<3268::AID-ANIE3268>3.0.CO;2-U. (enlace roto disponible en Internet Archive; véase el historial, la primera versión y la última). Veces citadas: 907
4. Bjorndal H, Hellerqvist CG, Lindberg B, Svensson S (1970). «Gas-Liquid Chromatography and Mass Spectrometry in Methylation Analysis of Polysaccharides». Angewandte Chemie International Edition 9 (8): 610-619. ISSN 1433-7851. doi:10.1002/anie.197006101. (enlace roto disponible en Internet Archive; véase el historial, la primera versión y la última). Veces citadas: 850
5. Britovsek GJP, Gibson VC, Wass DF (1999). «The Search for New-Generation Olefin Polymerization Catalysts: Life beyond Metallocenes». Angewandte Chemie International Edition 38 (4): 428-447. ISSN 1433-7851. doi:10.1002/(SICI)1521-3773(19990215)38:4<428::AID-ANIE428>3.0.CO;2-3. (enlace roto disponible en Internet Archive; véase el historial, la primera versión y la última). Veces citadas: 844
6. Ying JY, Mehnert CP, Wong MS (1999). «Synthesis and Applications of Supramolecular-Templated Mesoporous Materials». Angewandte Chemie International Edition 38 (1-2): 56-77. ISSN 1433-7851. doi:10.1002/(SICI)1521-3773(19990115)38:1/2<56::AID-ANIE56>3.0.CO;2-E. (enlace roto disponible en Internet Archive; véase el historial, la primera versión y la última). Veces citadas: 803
7. Salem L, Rowland C (2001). «The Electronic Properties of Diradicals». Angewandte Chemie International Edition 11 (2): 92-111. ISSN 1433-7851. doi:10.1002/anie.197200921. (enlace roto disponible en Internet Archive; véase el historial, la primera versión y la última). Veces citadas: 776
8. Beer PD, Gale PA. (2001). «Anion Recognition and Sensing: The State of the Art and Future Perspectives». Angewandte Chemie International Edition 40 (3): 486-516. ISSN 1433-7851. PMID 11180358. doi:10.1002/1521-3773(20010202)40:3<486::AID-ANIE486>3.0.CO;2-P. (enlace roto disponible en Internet Archive; véase el historial, la primera versión y la última). Veces citadas: 751
9. Nicolaou KC; Dai WM (noviembre de 1991). «Chemistry and Biology of the Enediyne Anticancer Antibiotics». Angewandte Chemie International Edition 30 (11): 1387-1416. ISSN 1433-7851. doi:10.1002/anie.199113873. (enlace roto disponible en Internet Archive; véase el historial, la primera versión y la última). Veces citadas: 739
10. de Meijere A, Meyer FE (3 de enero de 1994). «Fine Feathers Make Fine Birds: The Heck Reaction in Modern Garb». Angewandte Chemie International Edition 33 (23–24): 2379-2411. ISSN 1433-7851. doi:10.1002/anie.199423791. (enlace roto disponible en Internet Archive; véase el historial, la primera versión y la última). Veces citadas: 725

## Métricas de revista
2022
- Web of Science Group : 15.336
- Índice h de Google Scholar: 579
- Scopus: 14.945

La revista ocupa el 2º puesto en el apartado de Ciencias químicas y de los materiales en Google Scholar, con un índice h5 de 281